# Dylan Hartley
Dylan Michael Hartley (Rotorua, 24 marzo 1986) è un ex rugbista a 15 neozelandese internazionale per l'Inghilterra, la cui maglia ha vestito 97 volte, di cui 30 da capitano, nel ruolo di tallonatore.

## Biografia
Nato e cresciuto in Nuova Zelanda, ma eleggibile per l'Inghilterra per via di sua madre britannica, Hartley lasciò il suo Paese nel 2002 a sedici anni per stabilirsi a Crowborough, nell'East Sussex, dove vivono i familiari di sua madre. Militò nel club locale e ricevette una convocazione dall'Inghilterra Under-18, poi successivamente una dalla selezione Under-19 che lo convinse a rimanere nell'isola e, infine, giunse l'ingresso nel vivaio del Worcester, per la cui prima squadra debuttò in Challenge Cup 2004-05.
L'anno successivo passò a Northampton e nel 2007 fu chiamato dagli England Saxons. Era in procinto di disputare gli incontri pre-mondiali dell'Inghilterra quando la prima di una delle squalifiche che hanno inciso negativamente sulla sua carriera gli fece perdere la partecipazione alla Coppa del Mondo di rugby 2007: ad aprile, infatti, durante una fase di un incontro con gli Wasps, Hartley infilò un dito in un occhio di James Haskell, violazione che gli costò 26 settimane di sospensione e l'esclusione dalla convocazione alla rassegna mondiale. Tuttavia, nel 2008, tornò in rosa chiamato da Brian Ashton in vista del tour in Nuova Zelanda del giugno successivo, anche se il debutto in un test match avvenne solo l'8 novembre successivo contro i Pacific Islanders a Twickenham.
Dopo l'esordio prese parte a numerose competizioni, tra cui il Sei Nazioni e la Coppa del Mondo di rugby 2011 sotto la conduzione tecnica di Martin Johnson. Anche con l'avvicendarsi dei C.T. Hartley tenne il posto in Nazionale; in particolare con Stuart Lancaster divenne elemento fisso (a tutto il 2015, dei 66 incontri internazionali di Hartley, 33 sono sotto la conduzione di Lancaster); a livello di club, dopo la vittoria in Challenge Cup 2008-09, giunse anche il primo titolo di campione inglese nel 2013-14.
La sua indisciplina, tuttavia, gli fece di nuovo mancare due eventi internazionali di rilievo per il rugby britannico: dapprima, nel 2013, subì una squalifica di 11 settimane per avere insultato l'arbitro Wayne Barnes durante la finale di Premiership 2012-13 a Londra contro Leicester, che gli costò la mancata convocazione al tour dei British Lions in Australia a favore del nordirlandese Rory Best. Due anni più tardi, per via di una testata ai danni di Jamie George in una partita contro il Bath, subì un'ulteriore squalifica di quattro settimane che gli precluse la convocazione in Nazionale per la Coppa del Mondo di rugby 2015.
Nel gennaio 2016 divenne il capitano dell'Inghilterra subentrando a Chris Robshaw, e guidò la squadra al Grande Slam nel Sei Nazioni.
A dicembre subì un'ennesima squalifica di 6 settimane per un placcaggio pericoloso su Seán O'Brien, raggiungendo quindi un record negativo di 60 settimane complessive di sospensione disciplinare in tutta la sua carriera.

## Palmarès
- Premiership: 1
Northampton: 2008-09
- Challenge Cup: 1
Northampton: 2008-09